# 佐賀県道231号肥前飯田停車場線
佐賀県道231号肥前飯田停車場線（さがけんどう231ごう ひぜんいいだていしゃじょうせん）は、佐賀県鹿島市を通る一般県道である。

## 概要
鹿島市大字飯田のJR九州長崎本線 肥前飯田駅から国道207号交点に至る。
距離は300 mほどだが駅の東側には、有明海が見える。

### 路線データ
- 起点：佐賀県鹿島市大字飯田（JR九州長崎本線 肥前飯田駅前）
- 終点：佐賀県鹿島市大字飯田（国道207号交点）
- 総延長：300 m

## 地理

### 通過する自治体
- 鹿島市

### 交差する道路
| 交差する道路 | 交差する場所 | 交差する場所 |
| ------------ | ------------ | ------------ |
| 国道207号    | 大字飯田     | 終点         |

### 沿線
- JR九州長崎本線 肥前飯田駅
- 有明海